# Edenophorus nigricans
Edenophorus nigricans är en tvåvingeart som beskrevs av Sinclair 2002. Edenophorus nigricans ingår i släktet Edenophorus och familjen dansflugor. Inga underarter finns listade i Catalogue of Life.